# Lawn Tennis Association
Die Lawn Tennis Association (LTA) ist der Tennis-Dachverband von Großbritannien, den Kanalinseln und der Isle of Man.

## Geschichte
Die LTA wurde am 26. Januar 1888 in London gegründet. Als eine der ersten Amtshandlungen wurden die Regeln für das Rasentennis festgelegt. Die LTA ist der Veranstalter der Wimbledon Championships, die auch deren Haupteinnahmequelle ist. Bis 1985 wurde die LTA durch ein ehrenamtliches Präsidium geführt.
Eine der selbstgestellten Aufgaben der LTA ist es, junge britischer Spieler auszubilden und zu fördern. Allerdings gelang dies nur im Falle von Tim Henman. Die wenigen anderen britischen Topspieler erhielten ihre Ausbildung im Ausland, wie Greg Rusedski (Kanada) und  Andy Murray (Spanien). Deshalb ist der Verband auch regelmäßig Kritik ausgesetzt.